# Inside Out (groupe)
Pour les articles homonymes, voir Inside Out.
Inside Out est un groupe de punk hardcore américain, originaire du comté d'Orange, en Californie. Il est formé par Zack de la Rocha et Vic Dicara en 1988, trois ans avant la naissance de Rage Against the Machine (RATM). Il s'inscrit dans la tradition straight edge du début des années 1980 avec des influences plus modernes. Le départ de Vic Dicara en 1991 met fin au projet auquel tenait particulièrement Zack, au point de tourner la page du hardcore et se consacrer à RATM en reprenant au passage quelques morceaux mais rompant complètement avec le style, l'intensité vocale en moins et lorgnant davantage vers le hip-hop.

## Biographie
Inside Out est formé en août 1989 dans le comté d'Orange, en Californie. Il existe jusqu'à la fin 1991, après un single EP 7", No Spiritual Surrender, publié en 1990, au label Revelation Records (plus tard reconverti en format CD de six titres). Ils jouent sur la côte est et ouest américaine avant de se séparer en 1991. La plupart des chansons ont pour thème la spiritualité, non nécessairement religieuse. Ils prévoyaient la sortie d'un second album, Rage Against the Machine (d'où le nom homonyme du futur groupe de Zack de La Rocha), mais se sépare après le départ du guitariste Vic DiCara.
Inside Out joue sur la chaîne de radio locale KXLU, quelques nouvelles chansons. Des copies de leur apparition à la radio et de plusieurs sets circuleront dans la scène underground. Au début de 2013, une version améliorée de l'un de leurs spectacles de mai 1991 fait surface. En octobre 2016, une VHS du concert d'Inside Out enregistré en 1990 à Reading, PA, fait surface sur Internet.

## Membres

### Derniers membres
- Zack de la Rocha - chant (Rage Against the Machine, Hardstance, One Day as a Lion)
- Vic DiCara - guitare (Shelter, Beyond, Burn, 108)
- Mark Hayworth - basse (Hardstance, Gorilla Biscuits)
- Chris Bratton - batterie (Justice League, No for an Answer, Chain of Strength, Statue, Drive Like Jehu, Wool)

### Anciens membres
- Alex Barreto - batterie (Against the Wall, Chain of Strength, Hardstance, Statue, World's Fastest Car, Ignite, Alien Ant Farm)
- Sterling Wilson - basse (Reason to Believe, No for an Answer)

## Discographie
- 1990 : No Spiritual Surrender (EP) (Revelation Records)Vinyl (7") :

1. "Burning Fight"  – 3:26
2. "Undertone"  – 1:41
3. "By a Thread"  – 2:20
4. "No Spiritual Surrender"  – 2:58

Cassette/CD :
1. "Burning Fight"  – 3:26
2. "Undertone"  – 1:41
3. "By a Thread"  – 2:20
4. "No Spiritual Surrender"  – 2:58
5. "Sacrifice"  – 2:30
6. "Redemption"  – 2:09

- 1991 : Benefit 7" - Live avec Youth of Today (bootleg)
- Inside Out - Nowhere To Turn (Live)
- Inside Out - A Fight For Life (Live)
- Inside Out - Unbroken (Live)
- Inside Out - Song With Sterling Wilson On Bass (live)
- Inside Out - Blind Oppressor (Live)
- Inside Out - No Spiritual Surrender (Live)
- Youth Of Today - Goodbye/Hello (Studio)

### Morceaux inédits
- Rage Against The Machine[4]
- Darkness of Greed[5]
- Empty Days[6]